# Challenge des Bains 2015
Das Unihockey-Turnier Challenge des Bains 2015 wurde im schweizerischen Yverdon-les-Bains im Centre sportif des Isles ausgetragen.

## Modus
Die Challenge des Bains 2015 wurde in zwei Gruppen zu jeweils drei Mannschaften gespielt. Innerhalb der Gruppe spielten alle Mannschaften gegeneinander. Der Gruppensieger und das zweitplatzierte Team qualifizierten sich für den Halbfinal. Die Sieger der beiden Halbfinals trafen im Final aufeinander. Die Verlierer trafen im Platzierungsspiel um den dritten Platz aufeinander. Das Spiel um fünften Platz wurde mit einem Hin- und Rückspiel ausgetragen.

## Hauptrunde

### Gruppe A

#### Partien
| Match | Mannschaft 1             | Mannschaft 2             | Resultat |
| ----- | ------------------------ | ------------------------ | -------- |
| M1    | UHT Schüpbach            | Unihockey Fribourg       | 4 - 5    |
| M3    | UHC Waldkirch-St. Gallen | UHT Schüpbach            | 5 - 2    |
| M6    | Unihockey Fribourg       | UHC Waldkirch-St. Gallen | 5 - 7    |

#### Klassement
| Rang | Mannschaft               | Spiele | Siege | Unentschieden | Niederlagen | Tore    | Punkte |                                |
| ---- | ------------------------ | ------ | ----- | ------------- | ----------- | ------- | ------ | ------------------------------ |
| 1    | UHC Waldkirch-St. Gallen | 2      | 2     | 0             | 0           | 12 - 7  | 4      | qualifiziert für Halbfinal M10 |
| 2    | Unihockey Fribourg       | 2      | 1     | 0             | 1           | 10 - 11 | 2      | qualifiziert für Halbfinal M11 |
| 3    | UHT Schüpbach            | 2      | 0     | 0             | 2           | 6 - 10  | 0      |                                |

### Gruppe B

#### Partien
| Match | Mannschaft 1             | Mannschaft 2             | Resultat |
| ----- | ------------------------ | ------------------------ | -------- |
| M2    | Ad Astra Sarnen          | Unihockey Basel Regio    | 4 - 2    |
| M5    | HC Rychenberg Winterthur | Unihockey Basel Regio    | 5 - 2    |
| M7    | Ad Astra Sarnen          | HC Rychenberg Winterthur | 7 - 7    |

#### Klassement
| Rang | Mannschaft               | Spiele | Siege | Unentschieden | Niederlagen | Tore   | Punkte |                                |
| ---- | ------------------------ | ------ | ----- | ------------- | ----------- | ------ | ------ | ------------------------------ |
| 1    | HC Rychenberg Winterthur | 2      | 1     | 1             | 0           | 12 - 9 | 3      | qualifiziert für Halbfinal M11 |
| 2    | Ad Astra Sarnen          | 2      | 1     | 1             | 0           | 11 - 9 | 3      | qualifiziert für Halbfinal M10 |
| 3    | Unihockey Basel Regio    | 2      | 0     | 0             | 2           | 6 - 10 | 0      |                                |

## Finalspiel

### Halbfinal
| Match | Mannschaft 1             | Mannschaft 2       | Resultat |
| ----- | ------------------------ | ------------------ | -------- |
| M10   | UHC Waldkirch-St. Gallen | Ad Astra Sarnen    | 4 - 3    |
| M11   | HC Rychenberg Winterthur | Unihockey Fribourg | 7 - 4    |

### Final
| Match               | Mannschaft 1             | Mannschaft 2             | Resultat |
| ------------------- | ------------------------ | ------------------------ | -------- |
| Spiel um Rang 5 / 6 | UHT Schüpbach            | Unihockey Basel Regio    | 4 - 3    |
| - Rückspiel         | Unihockey Basel Regio    | UHT Schüpbach            | 7 - 5    |
| Spiel um Rang 3 / 4 | Ad Astra Sarnen          | Unihockey Fribourg       | 7 - 4    |
| Final               | UHC Waldkirch-St. Gallen | HC Rychenberg Winterthur | 3 - 2    |

## Abschlussklassement
| Rang | Mannschaft               |
| 1.   | UHC Waldkirch St-Gallen  |
| 2.   | HC Rychenberg Winterthur |
| 3.   | Unihockey Fribourg       |
| 4.   | Ad Astra Sarnen          |
| 5.   | Unihockey Basel Regio    |
| 6.   | UHT Schüpbach            |